# Timeless (альбом UVERworld)
Timeless — дебютный альбом японской рок-группы UVERworld, выпущенный 15 февраля 2006 года по лейблом gr8! records. Диск занял пятую позицию хит-парада Oricon и оставался там на протяжении двадцати семи недель.

## Об альбоме
В альбом вошли песни «CHANCE!», «D-tecnoLife» и «Just Melody», ранее выпущенные отдельными синглами. «CHANCE!» звучала во вступительной заставке видеоигры Bleach: Heat the Soul 2 для платформы PlayStation Portable.
22 ноября 2006 года было выпущено специальное переиздание альбома на DVD, включающее три музыкальных клипа к песням «CHANCE!», «D-tecnoLife» и «Just Melody» и тридцатиминутное интервью с группой.

## Список композиций
| №   | Название                                | Длительность |
| --- | --------------------------------------- | ------------ |
| 1.  | «CHANCE!»                               |              |
| 2.  | «Toki no Namida» (яп. トキノナミダ)     |              |
| 3.  | «Rush»                                  |              |
| 4.  | «D-tecnoLife»                           |              |
| 5.  | «Yasashisa no Shizuku» (яп. 優しさの雫) |              |
| 6.  | «Ai Ta Kokoro» (яп. AI TA心)            |              |
| 7.  | «Burst»                                 |              |
| 8.  | «Nitro»                                 |              |
| 9.  | «Just Melody»                           |              |
| 10. | «Lump of Affection»                     |              |
| 11. | «Tobira» (яп. 扉)                       |              |
| 12. | «S.E»                                   |              |
| 13. | «D-tecnoLife (Album Version)»           |              |

## D-tecnoLife
Сингл «D-tecnoLife» был выпущен на CD 6 июля 2005 года под лейблом gr8! records. Песня «D-tecnoLife» стала второй открывающей композицией аниме «Блич», а также вошла в список ста самых продаваемых синглов Японии 2005 года. Поднялась на 4 строчку чарта Oricon.
| №  | Название                | Длительность |
| -- | ----------------------- | ------------ |
| 1. | «D-tecnoLife»           |              |
| 2. | «MIXED-UP»              |              |
| 3. | «AI TA Kokoro»          |              |
| 4. | «D-tecnoLife (TV Size)» |              |